# آفار
آفار أو أَوَارْ أو الشعب الأوَارِي (بالروسية: Аварцы)، (بالأوارية:  Магlарулал) شعب قوقازي أصلي يسكن في شمال شرق القوقاز وتحديدا في جمهورية داغستان بروسيا الاتحادية، وكذلك في أذربيجان وجورجيا والشيشان على المناطق المجاورة منها لداغستان. ويبلغ إجمالي عددهم حول العالم أكثر من مليون نسمة. الأوار هم أكثر شعوب داغستان. ويعيش الغالبية العظمى منهم (85٪ من العدد الإجمالي) في وطنهم التاريخي - داغستان، وحوالي 6٪ في مناطق مختلفة من روسيا، وحوالي 9٪ يعيشون خارج روسيا، بشكل رئيسي في تركيا وأذربيجان. يطلق الأوار على أنفسهم «مَعَارُلَالْ» والذي يترجم من الأوارية كـ «سكان الجبال» أو «الجبليون». من بين 52 منطقة إدارية في داغستان، يشكل الأوار الأغلبية في 23 منها.

## العدد والجغرافيا
تقريبآ مليون نسمة على اخر تعداد 2003

## المطبخ الأواري
يتكلم الآفار اللغة الأوارية أحد فروع العائلة اللغوية القوقازية الشمالية، ويدينون إسلام السني على المذهب الشافعي، ويختلف الآفار عن الآفار الآسيويين الذين هاجروا من شمال الصين في القرن السادس الميلادي وانتشروا في مناطق أوروبا الشرقية وانصهروا بها.
آفار داغستان أوروبيون من حيث الشكل واللون والهيئة ومن أهم أبناء الآفار (الشيخ شامل الغيمراوي)، واشتهروا في العصور القديمة (بمملكة السرير) وعاصمتها خونزاخ (خومزاق) والتي كانت تضم اتحاد قبائل الجبال القوقازية، منهم اللزغين والدارغين و[وضح من هو المقصود ؟] والتباساران والشيشان وغيرهم، ويطلقون على أنفسهم اسم (معرُلَلْ)أي الجبليون، وبقيت خونزاخ عاصمة عبر القرون للآفار ومركز الخانات (أمراء قبيلة الأوار) الذين كانوا يقومون بغزو جورجيا جارتهم الجنوبية عبر القرون الماضية خاصة عمرخان الأواري مما اضطر أمراء الجورجيين (الكورجستان) إلى الإستغاثة وطلب العون من قياصرة روسيا إلى أن استجاب القياصرة الروس لهم وقاموا بإرسال الجيوش النظامية في القرون الثامن عشر والتاسع عشر، إلا أن ظهور الحركة المريدية في داغستان في أوائل القرن التاسع عشر غير جذريا من البناء السلطوي في بلاد الأوار (أفارستان) في داغستان الجبلية، إذ أن انشقاقا حصل داخل المجتمع الأواري بين مؤيد لسلطة الأمراء (الخانات) من جهة وآخر مؤيد للحركة المريدية انتهت بانتصار الحركة المريدية وإبادة الخانات الأخوة مع والدتهم الأميرة باخوبيكة، تبعها عملية ثأر من قبل المناصرين للخانات ومنهم عثمان وأخيه الحاج مراد البطل الأسطوري الشهير الذي انضم فيما بعد إلى الإمام شامل، الأممة الثلاثة وهم أيضا من قبيلة الأوار وهم الإمام الأول الغازي محمد والإمام الثاني حمزة بك والإمام الثالث شامل الذي قاد حربا ضد روسيا في الفترة 1825 - 1859 والذي حاول أن يوحّد القوقازيين من بحر قزوين إلى البحر الأسود خاصة وان زعماء الشيشان والشراكسة قد راسلوه سرا وجهرا لتوحيد القبائل الجبلية في القوقاز خاصة كردّة فعل على دموية بعض الجنرالات الروس، إلا أنه لم يفلح في ذلك لاستشهاد معظم نوابه ومريديه وترك آخرين له وخاصة الإرهاق الذي استنزف قواه خلال هذه المدة الطويلة إضافة إلى عدم تلقّيه أي مساعدة خارجية، وانتهى الأمر بوقوعه في الأسر وبشكل مشرف في قلعة غونيب في جبال داغستان عام 1859 بعد معركة دموية، وقد تم تبجيله واحترام الروس له طيلة فترة أسره، وسمح له بالحج وتوفي في المدينة المنورة عام 1871، إلا أن الإمام شامل لم يعلم بأنه في حروبه قد مهّد الطريق لروسيا لحكم القوقاز بأن أنشأ نظام حكومة ودولة لم يعتد قبائل الجبال على الخضوع لها.

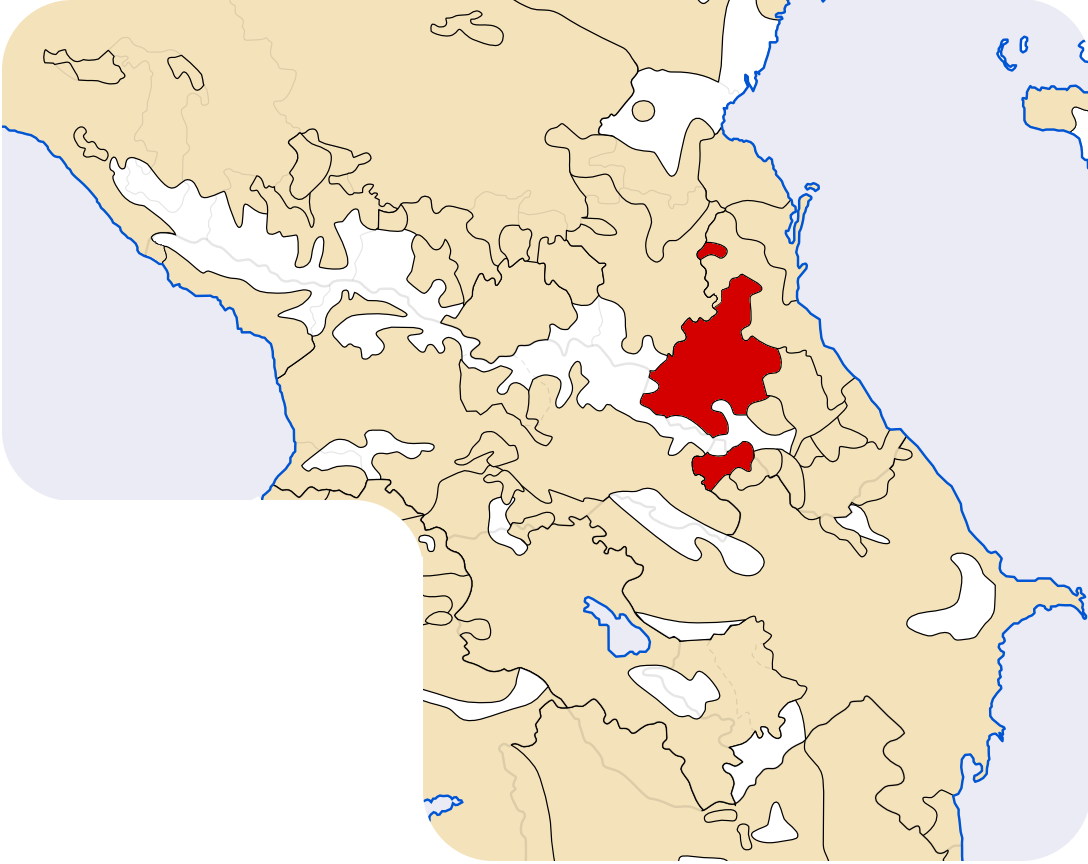
خريطة تبين مناطق تواجد الآفار بكثرة في داغستان وأذربيجان